# Guadalcázar (San Luis Potosí)
Guadalcázar é um município do estado de San Luis Potosí, no México.